# Лагайна (Гаваї)
Лагайна (англ. Lahaina) — переписна місцевість (CDP) в США, в окрузі Мауї штату Гаваї. Населення — 12 702 особи (2020).
У серпні 2023 року лісова пожежа знищила більшу частину Лагайни. Станом на 14 серпня було підтверджено принаймні 96 смерті та понад 1000 людей вважаються зниклими безвісти.

## Географія
Лагаїна розташована за координатами 20°53′10″ пн. ш. 156°39′58″ зх. д. / 20.88611° пн. ш. 156.66611° зх. д. (20.886048, -156.666195).  За даними Бюро перепису населення США в 2010 році переписна місцевість мала площу 24,08 км², з яких 20,16 км² — суходіл та 3,91 км² — водойми.

### Клімат
| Клімат : Лагаїна             | Клімат : Лагаїна | Клімат : Лагаїна | Клімат : Лагаїна | Клімат : Лагаїна | Клімат : Лагаїна | Клімат : Лагаїна | Клімат : Лагаїна | Клімат : Лагаїна | Клімат : Лагаїна | Клімат : Лагаїна | Клімат : Лагаїна | Клімат : Лагаїна | Клімат : Лагаїна |
| Показник                     | Січ.             | Лют.             | Бер.             | Квіт.            | Трав.            | Черв.            | Лип.             | Серп.            | Вер.             | Жовт.            | Лист.            | Груд.            | Рік              |
| Абсолютний максимум, °C      | 31,7             | 31,7             | 32,8             | 31,7             | 32,8             | 33,9             | 33,9             | 36,1             | 34,4             | 34,4             | 33,3             | 32,8             | 36,1             |
| Середній максимум, °C        | 27,8             | 27,8             | 28,3             | 28,9             | 28,9             | 30,0             | 30,6             | 31,1             | 31,1             | 30,6             | 29,4             | 28,3             | 29,4             |
| Середній мінімум, °C         | 17,8             | 17,8             | 18,3             | 18,9             | 19,4             | 20,6             | 21,1             | 21,7             | 21,7             | 21,1             | 20,0             | 18,9             | 19,8             |
| Абсолютний мінімум, °C       | 12,2             | 11,7             | 12,2             | 12,2             | 13,9             | 15,6             | 16,7             | 17,2             | 16,1             | 14,4             | 13,3             | 11,1             | 11,1             |
| ---------------------------- | ---------------- | ---------------- | ---------------- | ---------------- | ---------------- | ---------------- | ---------------- | ---------------- | ---------------- | ---------------- | ---------------- | ---------------- | ---------------- |
| Джерело: The Weather Channel |                  |                  |                  |                  |                  |                  |                  |                  |                  |                  |                  |                  |                  |

## Демографія
Згідно з переписом 2010 року, у переписній місцевості мешкали 11 704 особи в 3535 домогосподарствах у складі 2276 родин. Густота населення становила 486 осіб/км².  Було 4049 помешкань (168/км²).
Расовий склад населення:
| - 39,5 % — азіатів - 27,2 % — білих - 9,4 % — вихідців з тихоокеанських островів - 0,5 % — чорних або афроамериканців - 0,3 % — корінних американців - 4,3 % — осіб інших рас |

До двох чи більше рас належало 18,7 %. Частка іспаномовних становила 11,5 % від усіх жителів.
За віковим діапазоном населення розподілялося таким чином: 23,5 % — особи молодші 18 років, 64,6 % — особи у віці 18—64 років, 11,9 % — особи у віці 65 років та старші. Медіана віку мешканця становила 37,3 року. На 100 осіб жіночої статі у переписній місцевості припадало 104,4 чоловіків;  на 100 жінок у віці від 18 років та старших — 104,7 чоловіків також старших 18 років.
Середній дохід на одне домашнє господарство  становив 86 087 доларів США (медіана — 67 362), а середній дохід на одну сім'ю — 90 161 долар (медіана — 71 211). Медіана доходів становила 38 247 доларів для чоловіків та 35 333 долари для жінок. За межею бідності перебувало 9,3 % осіб, у тому числі 8,1 % дітей у віці до 18 років та 3,6 % осіб у віці 65 років та старших.
Цивільне працевлаштоване населення становило 7009 осіб. Основні галузі зайнятості: мистецтво, розваги та відпочинок — 39,3 %, роздрібна торгівля — 14,3 %, освіта, охорона здоров'я та соціальна допомога — 12,6 %.